# سید خلیل ضیائی
سیدخلیل ضیائی (زاده ١٢٩۴ تربت حیدریه-) از سیاستمداران ایرانی بود، که در دوره‌ بیستم بعنوان نماینده تربت‌جام در مجلس شورای ملی حضور داشت.

## زندگی‌نامه
پدرش میرزا آقا ضیاءالاطباء بود که در تربت‌حیدریه طبابت می‌کرد و در اواخر دوره قاجار به نمایندگی از تربت حیدریه به مجلس شورای ملی رفت و خانواده‌اش را به تهران انتقال داد.
دو برادر دیگرش محمود و طاهر نیز از سیاستمداران دوره پهلوی بودند.